# 莱茵河畔比伯斯海姆
莱茵河畔比伯斯海姆是德国黑森州的一个市镇。总面积18.68平方公里，总人口6420人，其中男性3204人，女性3216人（2011年12月31日），人口密度344人/平方公里。